# لکهالا
لکهالا (به انگلیسی: Lakhala) یک منطقهٔ مسکونی در پاکستان است که در ناحیه ابوت‌آباد واقع شده‌است.